# Eschweilera jacquelyniae
Eschweilera jacquelyniae é uma espécie de lenhosa da família Lecythidaceae.
Apenas pode ser encontrada no seguinte país: Panamá.
Está ameaçada por perda de habitat.